# Diva (singel Dany International)
Diva (hebr.: דיווה) – singiel izraelskiej piosenkarki Dany International napisany przez Cwikę Picka i Joawa Ginaja oraz nagrany w 1998 roku, wydany na czwartym i piątym albumie studyjnym artystki zatytułowanym Diva Ha-osef z tegoż roku oraz Free z 1999 roku.
W 1998 roku utwór wygrał 43. Konkurs Piosenki Eurowizji z wynikiem 172 punktów.

## Historia utworu

### Nagrywanie
Utwór został napisany w 1998 roku przez kompozytora Cwikę Picka i twórcę tekstu Joawa Ginaja. W tekście utworu International składa hołd jednym z najpotężniejszych kobiet w historii: Kleopatrze (królowej Egiptu), Wiktorii (mitologicznej bogini zwycięstwa) oraz Afrodycie (greckiej bogini piękności). Producentem singla został Offer Nisim, który odpowiadał również za aranżację całości. Miks piosenki wykonał Mark Rothveil, natomiast za programowanie odpowiedzialni byli Alon Levin i Uri Cabiri.
W 2004 roku Alon Levin oskarżył Cwikę Picka o pozbawienie go praw autorskich do utworu. Levin miał odpowiadać za stworzenie nowej aranżacji piosenki po wybraniu jej przez krajowego nadawcę na propozycję reprezentującą Izrael podczas 43. Konkursu Piosenki Eurowizji. Po wygraniu przez Danę International finału imprezy Alon Levin odkrył, że został niewymieniony w spisie twórców utworu oraz domagał się od Picka odszkodowania finansowego w wysokości ponad miliona nowych szekeli. W rozmowie dla dziennika Yediot ahronot Pick przyznał, że nie był świadomy oskarżeń Levina, którym ostatecznie zaprzeczył. 

#### Nagranie
Poszczególne instrumenty w utworze nagrali:
- Guy Beer – gitara
- Avi Singolda – gitara akustyczna
- Sergio – akordeon
- Ram Simor – darbuka
- Doron Rephaeli – instrumenty perkusyjne
- Efrat Rotem, Galit Dahan, Shirly Tzapari – chórek

### Wykonania na żywo
W 1998 roku utwór został wybrany wewnętrznie przez krajowego nadawcę publicznego na reprezentanta Izrael w finale 43. Konkursu Piosenki Eurowizji. Wybór transseksualnej piosenkarki na przedstawicielkę kraju w konkursie wywołał wiele kontrowersji, głównie w środowisku ortodoksyjnych Żydów i konserwatystów. W maju piosenka została zaprezentowana jako ósma w kolejności i zajęła ostatecznie pierwsze miejsce po zdobyciu łącznie 172 punktów, w tym maksymalnej ilości 12 punktów od jurorów z Francji, Malty i Portugalii. Podczas występu artystce towarzyszył chórek w składzie: Galit Dahan, Talia Adler, Shirly Tzapari i Lilach Koch.
W 2005 roku utwór pojawił się w stawce czternastu najpopularniejszych numerów w historii Konkursu Piosenki Eurowizji podczas specjalnego koncertu jubileuszowego Gratulacje: 50 lat Konkursu Piosenki Eurowizji. Został zaprezentowany przez International jako trzeci w kolejności, a w plebiscycie telewidzów zajął ostatecznie 13. miejsce po zdobyciu łącznie 39 punktów.

## Lista utworów
CD Single
1. „Diva” (English Version) – 3:01
2. „Diva” (Hebrew Version) – 3:01

Winyl 12’’
1. „Diva” (English Radio Version) – 3:03
2. „Diva” (Handbaggers Remix) – 7:17
3. „Diva” (G's Heavenly Vocal) – 6:04
4. „Diva” (Sleaze Sisters Paradise) – 3:26
5. „Diva” (Sleaze Sisters Euro Anthem) – 7:08
6. „Diva” (Sleaze Sisters Paradise) – 6:39

Remiksy
1. „Diva” (Original English Version) – 3:01
2. „Diva” (C & W Project Mix) – 7:10
3. „Diva” (Handbaggers Remix) – 7:19
4. „Diva” (Sleaze Sisters Paradise Revisited 12”) – 6:38